# Municipio de Johnson (condado de Scott)
El municipio de Johnson (en inglés: Johnson Township) es un municipio ubicado en el condado de Scott en el estado estadounidense de Indiana. En el año 2010 tenía una población de 2520 habitantes y una densidad poblacional de 31,01 personas por km².

## Geografía
El municipio de Johnson se encuentra ubicado en las coordenadas 38°45′40″N 85°42′24″O / 38.76111, -85.70667. Según la Oficina del Censo de los Estados Unidos, el municipio tiene una superficie total de 81.27 km², de la cual 78,23 km² corresponden a tierra firme y (3,74 %) 3,04 km² es agua.

## Demografía
Según el censo de 2010, había 2520 personas residiendo en el municipio de Johnson. La densidad de población era de 31,01 hab./km². De los 2520 habitantes, el municipio de Johnson estaba compuesto por el 98,21 % blancos, el 0,16 % eran afroamericanos, el 0,24 % eran amerindios, el 0,28 % eran asiáticos, el 0,12 % eran de otras razas y el 0,99 % eran de una mezcla de razas. Del total de la población el 1,43 % eran hispanos o latinos de cualquier raza.